# Cut Killer
Cut Killer, pseudonimo di Anouar Hajoui (Meknes, 6 maggio 1971), è un disc jockey hip hop francese di origine marocchina.
Ha fatto la sua apparizione in alcuni film, ad esempio L'odio (La Haine) di Mathieu Kassovitz del 1995.

## Discografia

### Compilation solista
- 1995: Freestyle prima cassetta composta esclusivamente da rap francese
- 1995: Ménage à Trois (mixtape)
- 1996: Lunatic (mixtape)
- 1996: Hip Hop Soul Party
- 1997: Hip Hop Soul Party vol.2
- 1997: Hip Hop Soul Party vol.3
- 1998: Cut Killer Show
- 1999: Opération Freestyle
- 2000: Hip Hop Soul Party vol.4
- 2001: Cut Killer Show II
- 2002: Hip Hop Soul Party vol.5
- 2002: 1 Son 2 Rue
- 2002: Ragga Killa Show
- 2003: Party Jam
- 2003: Hip Hop Soul Party vol.6
- 2005: HH Classics(mixtape)
- 2006: Cut Killer Show 3(mixtape)

### Compilation in collaborazione
- 1999: DoubleH Dj Crew feat. Les Dj's du Double H
- 2000: RnB 2000 International feat. DJ Abdel
- 2006: Pow Mixtape Evolution feat. DJ Whoo Kid
- 2007: IAM Official Mixtape feat. DJ Kheops

### B.O Cinéma
- 1995: La Haine de Matthieu Kassovitz (1 titre)
- 2000: Gamer de Zak Fischman (3 titres)
- 2000: The Dancer de Fred Garson (post synchro)
- 2001: Un Ange de Michel Courtois (1 titre)
- 2001: La Squale de Fabrice Genestal (intégralité)

### Partecipazioni
- 2004: Liberté d'Expression 2
- 2005: Comités de Brailleurs

### DVD
- 2002: DJ School feat. Various DJ's
- 2004: DVDeejay feat. Various DJ's
- 2004: RnB Invasion
- 2005: The Cut Killer Show